# Мозель
Мозе́ль (нем. Mosel, фр. Moselle, люкс. Musel) — река во Франции, Люксембурге и Германии, левый приток Рейна. Протяжённость — 544 км, площадь бассейна 28 286 км².
Река берёт начало на юго-западных склонах Вогез, а, точнее, на западных склонах горы Баллон-де-Эльзас (Ballon d’Alsace), далее протекает по Гранд-Эсту. Ниже течёт в глубокой, узкой и извилистой долине (см. Мозельская долина), разделяя низкогорные массивы Айфель и Хунсрюк. Впадает в Рейн в городе Кобленце, образуя так называемый Немецкий угол (нем. Deutsches Eck). Основные притоки — Саар, Зауэр и Мёрт. С ноября по март на реке нередки паводки, характерна летняя межень.
Река судоходна на большем протяжении, пересекается каналом Марна — Рейн, соединена Восточным каналом с рекой Сона (бассейн Роны). На Мозеле выстроено несколько гидроэлектростанций, имеются многочисленные шлюзы, частью русло спрямлено каналами. На реке стоят такие города как Нанси, Мец (Франция), Трир, Кобленц (Германия).
Название реки происходит от лат. Mosella, что означает «малый Маас» (лат. Mosa). Сам Мозель дал имя двум департаментам во Франции: Мозель и Мёрт и Мозель.
Долина Мозеля известна как район виноградарства и виноделия, старейший винный регион современной Германии, развившийся благодаря относительно тёплому климату. Археологические находки свидетельствуют, что виноградарство в этих местах известно уже около двух тысячелетий. Площадь виноградников в 2007 году составляла 9 тыс. га, причём 60 % из них занимает рислинг. Винодельческий регион разделён на 6 субрегионов — берайхов. Получило широкую известность белое мозельское вино, также долина реки славится виноградной брагой и луковым пирогом. В долине Мозеля расположены многочисленные французские замки и живописные городки, вкупе с давними виноградарскими традициями привлекающие сюда множество туристов. По долине проложен 311-километровый велосипедный маршрут Moselradweg от Меца до Кобленца.
14 июня 1985 года представителями Бельгии, Люксембурга, Нидерландов, Франции и ФРГ на борту прогулочного судна «Принцесса Мари-Астрид» посреди Мозеля, в месте схождения границ Люксембурга, Франции и ФРГ, близ деревушки Шенген, было подписано историческое Шенгенское соглашение.

## Галерея
- Немецкий угол. Мозель впадает в Рейн в Кобленце
- Один из живописных городов на Мозеле — Бернкастель-Кус
- Римский мост в Трире